# Anton Lander
Anton Lander (ur. 24 kwietnia 1991 w Sundsvall) – szwedzki hokeista, reprezentant Szwecji, dwukrotny olimpijczyk.
Jego ojciec Anders Karlsson (ur. 1969) i brat Filip Lander (ur. 1995) także zostali hokeistami.

## Kariera
- Timrå IK U16 (2004-2005)
- Timrå IK J18 (2004-2007)
- Timrå IK J20 (2006-2008, 2010/2011)
- Timrå IK (2007-2011)
- Edmonton Oilers (2011-2017)
- Oklahoma City Barons (2011-2015)
- Bakersfield Condors (2016-2017)
- Ak Bars Kazań (2017-2019)
- Łokomotiw Jarosław (2019-2021)
- EV Zug (2021-)

Wychowanek Timrå IK. W drafcie NHL z 2009 wybrany przez kanadyjski klub Edmonton Oilers. Do 2011 grał w lidze szwedzkiej w barwach Timrå IK, po czym w kwietniu tego roku podpisał kontrakt z Edmonton Oilers i od sezonu NHL (2011/2012) grał w tym klubie. Przedłużał kontrakt w maju 2014 o rok, a w kwietniu 2015 o dwa lata. W maju 2017 został zawodnikiem Ak Barsa Kazań w rosyjskich rozgrywkach KHL. W maju 2019 przeszedł do Łokomotiwu Jarosław. Z końcem kwietnia 2021 odszedł z klubu. W maju 2021 został zaangażowany przez EV Zug.
Uczestniczył w turniejach mistrzostw świata juniorów do lat 18 edycji 2008, 2009, mistrzostw świata juniorów do lat 20 edycji 2010, 2011. W barwach seniorskiej reprezentacji brał udział w turniejach mistrzostw świata edycji 2015, 2019 oraz zimowych igrzysk olimpijskich 2018, 2022.
Ma dwóch synów. Jego przyjaciel, inny szwedzki hokeista Magnus Pääjärvi Svensson, urodził się 12 dni wcześniej od Landera, razem z nim występował Timrå IK oraz w juniorskich kadrach Szwecji, następnie w 2009 tak samo został wybrany w drafcie NHL przez Edmonton Oilers, później obaj grali razem w tej drużynie, a także w Oklahoma City Barons, a w 2019 obaj zostali zawodnikami Łokomotiwu Jarosław.

## Sukcesy

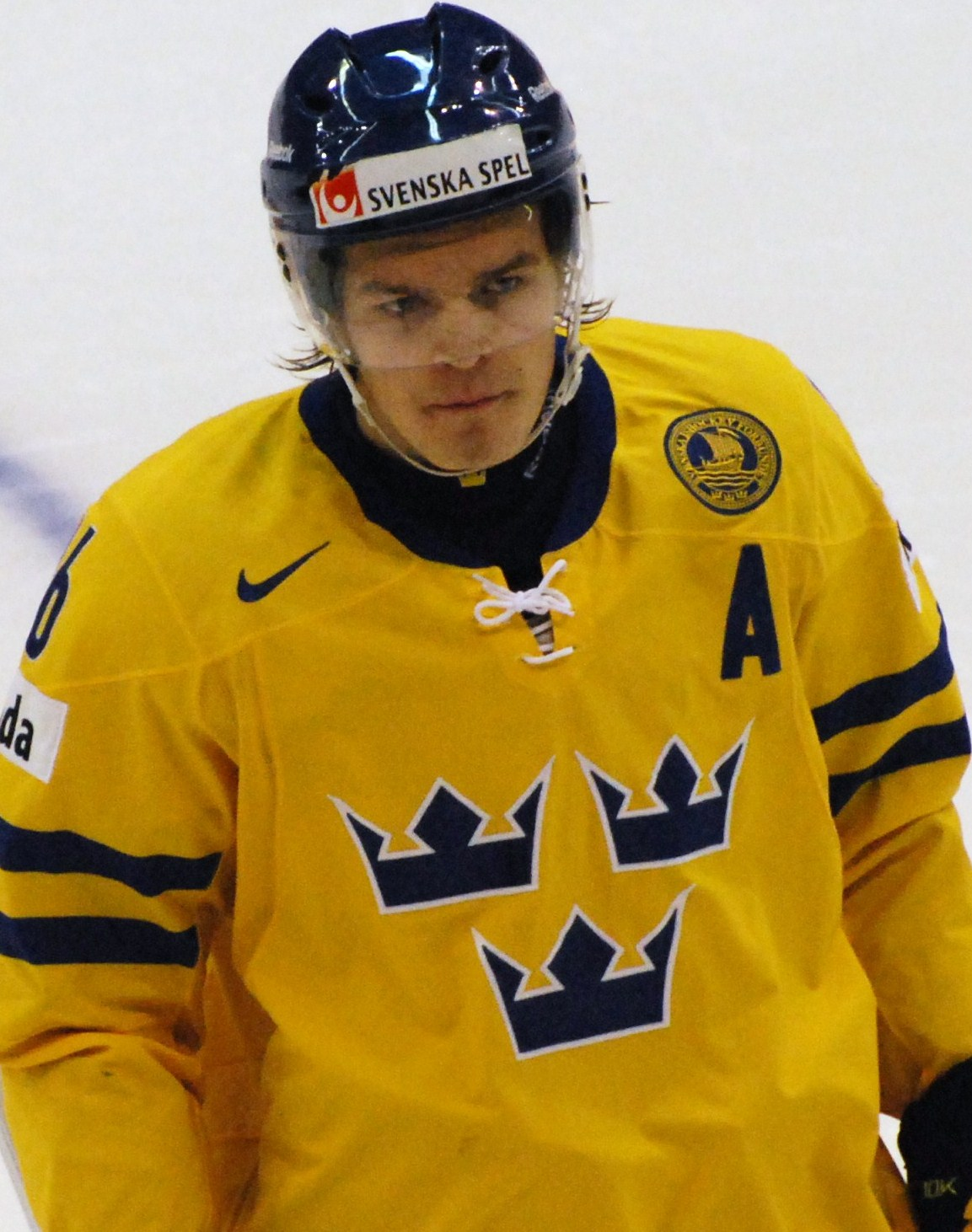
Magnus Pääjärvi Svensson w barwach Szwecji na MŚ do lat 20 (2010)

Reprezentacyjne
- Brązowy medal mistrzostw świata juniorów do lat 20: 2010

Klubowe
- Złoty medal mistrzostw Rosji: 2018 z Ak Barsem Kazań
- Puchar Gagarina: 2018 z Ak Barsem Kazań
- Złoty medal mistrzostw Szwajcarii: 2022 z EV Zug

Indywidualne
- Mistrzostwa świata do lat 18 w hokeju na lodzie mężczyzn 2009/Elita
  - Jeden z trzech najlepszych zawodników reprezentacji
- Elitserien (2010/2011):
  - Pierwsze miejsce klasyfikacji strzelców wśród juniorów w sezonie zasadniczym: 11 goli
  - Årets Junior - najlepszy szwedzki junior sezonu
- AHL (2012/2013): najlepszy zawodnik tygodnia – 31 marca 2013
- AHL (2014/2015): Mecz Gwiazd AHL
- AHL (2016/2017): najlepszy zawodnik tygodnia – 26 lutego 2017
- KHL (2017/2018):
  - Piąte miejsce w klasyfikacji strzelców w fazie play-off: 8 goli
  - Najlepszy napastnik etapu – finał o Puchar Gagarina[13]
- KHL (2019/2020):
  - Najlepszy napastnik tygodnia – 18 listopada 2019
- Mistrzostwa Świata w Hokeju na Lodzie 2019/Elita:
  - Drugie miejsce w klasyfikacji skuteczności wygrywanych wznowień: 69,79%[14]
- Hokej na lodzie na Zimowych Igrzyskach Olimpijskich 2022 – turniej mężczyzn:
  - Trzecie miejsce w klasyfikacji strzelców turnieju: 4 gole[15]